# 1981 QT3
1981 QT3 är en asteroid i huvudbältet som upptäcktes den 28 augusti 1981 av den belgiske astronomen Henri Debehogne vid La Silla-observatoriet.
Asteroiden har en diameter på ungefär 22 kilometer.